# 伊達里子
伊達里子（1910年10月11日—1972年10月23日），日本戰前電影演員，本名石川三枝，生於橫須賀。畢業於文化學院，和夏川靜江、入江鷹子是同年級的校友。畢業以後，加入松竹映畫，被松竹以曲線美與誘人的魅力做為賣點宣傳，處女作是1929年《摩登少女的悲哀》。1930年拍了《摩登籠中鳥》，之後便以拍攝情境喜劇類的電影為主。由於她的外貌適合洋派打扮，因此早期飾演的角色多是洋派的摩登女子。1931年，五所平之助導演日本影史第一部有聲片《夫人與太太》，伊達里子在劇中扮演鄰家的摩登夫人一角，頗受矚目。1932年，跳槽到日活，在1935年又跳槽到東寶。隨著年紀漸長，戲路也從以往的洋派女子角色，變成時代劇裡古裝年長女性角色。她在1930年拍攝《愛神的怨靈》時，曾經與導演小津安二郎傳出緋聞。